# Palazzo Baldi
Palazzo Baldi si trova a Firenze in via Alfani 84.

## Storia e descrizione

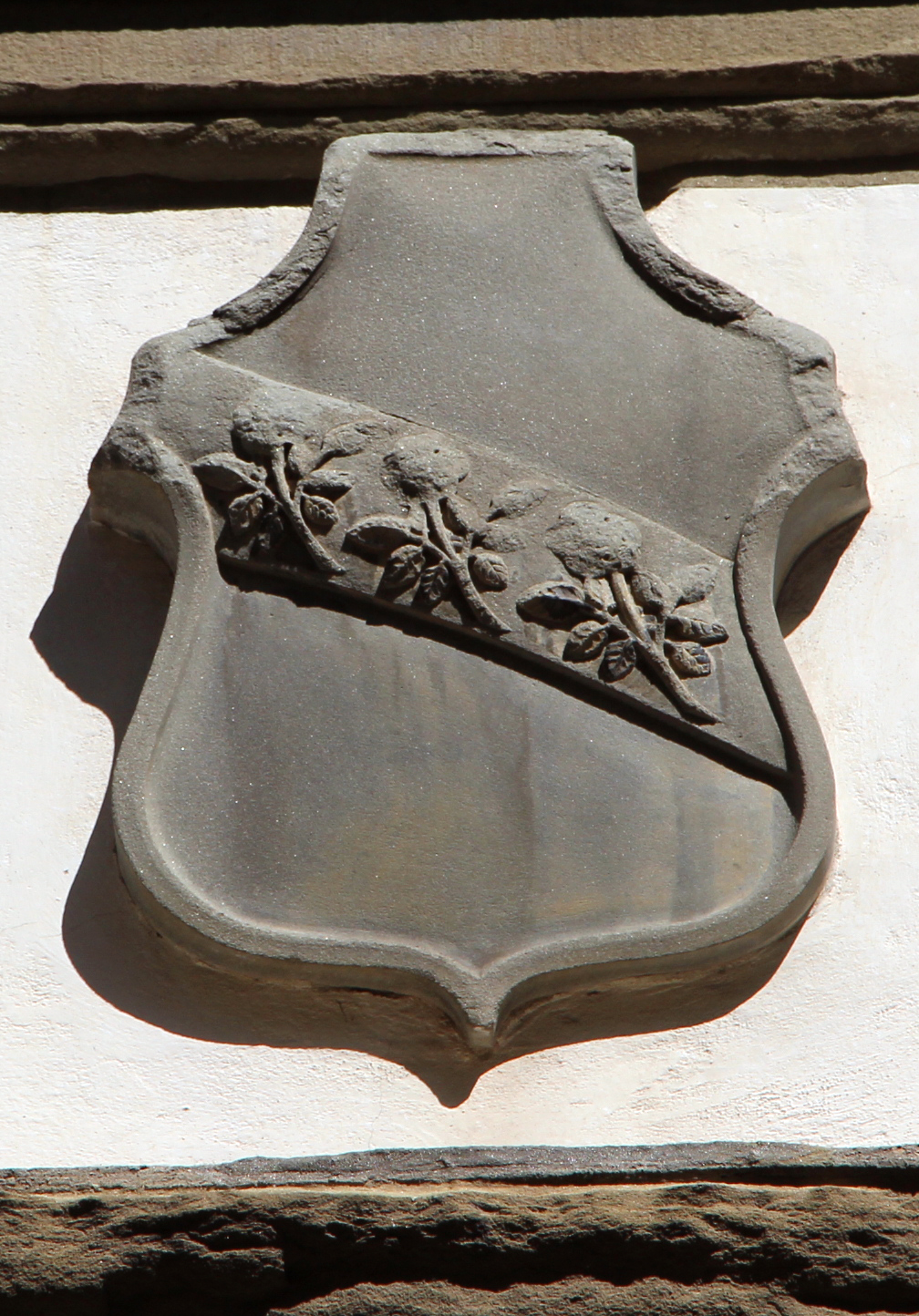
Lo stemma Baldi delle Rose

Nel suo repertorio Walther Limburger segnala il palazzo come del Seicento e Bargellini e Guarnieri lo indicano come opera riconducibile o a Gherardo Silvani o a Giovanni Battista Foggini.
Sicuramente si tratta di un edificio di un certo pregio, con il fronte fortemente caratterizzato dal prevalere dei vuoti sui pieni, dato il grande numero di finestre che si allineano sui tre piani (più un mezzanino) per cinque assi, tutte profilate da cornici di pietra riccamente lavorate. Al pian terreno un portale centinato si trova in posizione asimmetrica fra quattro finestre inginocchiate; qui anche una buchetta del vino. I due piani superiori presentano una doppia fila di finestre architravate, sottolineate da cornici marcapiano.
Sotto il secondo ricorso sono due scudi, di cui quello a destra, più antico, oramai illeggibile. L'altro presenta l'arme dei Baldi delle Rose (d'azzurro alla banda d'argento caricata di tre rami di rosaio fioriti ciascuno di un pezzo al naturale e posti in palo). Nel sottogronda infine un fregio con mensole e cornici è intervallato da aperture rettangolari più semplici.
Così Carla Tomasini Pietramellara: "Il piano terra ha forme che si richiamano al secolo XVI con finestre inginocchiate senza timpano superiore. Le finestre del primo e del secondo piano sono simili a quelle di palazzo Corsini (Silvani e Ferri) e quindi si può supporre per il nostro edificio una successiva trasformazione durante il XVII secolo, (forse attribuibile al Foggini) che tra l'altro portò alla costruzione di un attico. L'edificio non ha subito manomissioni sostanziali e conserva ancora la facciata e l'impianto planimetrico del XVII secolo, quando fu inglobata una cellula verso ovest per costruire locali di servizio e una scala. La facciata è in cattive condizioni soprattutto nelle parti più basse dove una cattiva utilizzazione dell'interno (magazzino di materiali elettrici) ha certamente contribuito a modificarne la distribuzione planimetrica".
Nel ventunesimo secolo l'edificio ospita la sede di un'azienda di ricerca farmaceutica.